# Peucedanum syriacum
Peucedanum syriacum är en flockblommig växtart som först beskrevs av Pierre Edmond Boissier, och fick sitt nu gällande namn av Minosuke Hiroe. Peucedanum syriacum ingår i släktet siljor, och familjen flockblommiga växter. Inga underarter finns listade i Catalogue of Life.